# Championnat d'Algérie de basket-ball 2006-2007
Navigation
Saison précédente Saison suivante
La saison 2006-2007 du Championnat d'Algérie de basket-ball est la 45e édition de la compétition.

## Clubs participants
| \| JSBM WAB AUA CRBT USMMH Alger Clubs d'Alger : CRB Dar Beida GS Pétroliers NA Hussein Dey NB Staoueli WB Aïn-Bénian AS PTT Alger NA Rouiba \| Localisation des clubs engagés dans le championnat. |
| JSBM WAB AUA CRBT USMMH Alger Clubs d'Alger : CRB Dar Beida GS Pétroliers NA Hussein Dey NB Staoueli WB Aïn-Bénian AS PTT Alger NA Rouiba                                                           |

### Participants 2006-2007
- NA Hussein Dey
- AS PTT Alger
- USMM Hadjout
- WA Boufarik
- GS Pétroliers
- NB Staoueli
- CRB Dar Beida
- WB Aïn-Bénian
- CRB Temouchent
- AU Annaba
- JSB M'Sila
- NA Rouiba

## Compétition
Le barème de points servant à établir le classement se décompose ainsi :
- Victoire : 2 points
- Défaite : 1 point
- Forfait et match perdu par pénalité : 0 point